# Steinberg, Sachsen
Steinberg är en kommun och ort i Vogtlandkreis i förbundslandet Sachsen i Tyskland. Kommunen har cirka 2 700 invånare.